# Pilea hyalina
Pilea hyalina är en nässelväxtart som beskrevs av Edward Fenzl. Enligt Catalogue of Life ingår Pilea hyalina i släktet pileor och familjen nässelväxter, men enligt Dyntaxa är tillhörigheten istället släktet pileor och familjen nässelväxter. Arten förekommer tillfälligt i Sverige, men reproducerar sig inte. Inga underarter finns listade i Catalogue of Life.